# Carl Duxa

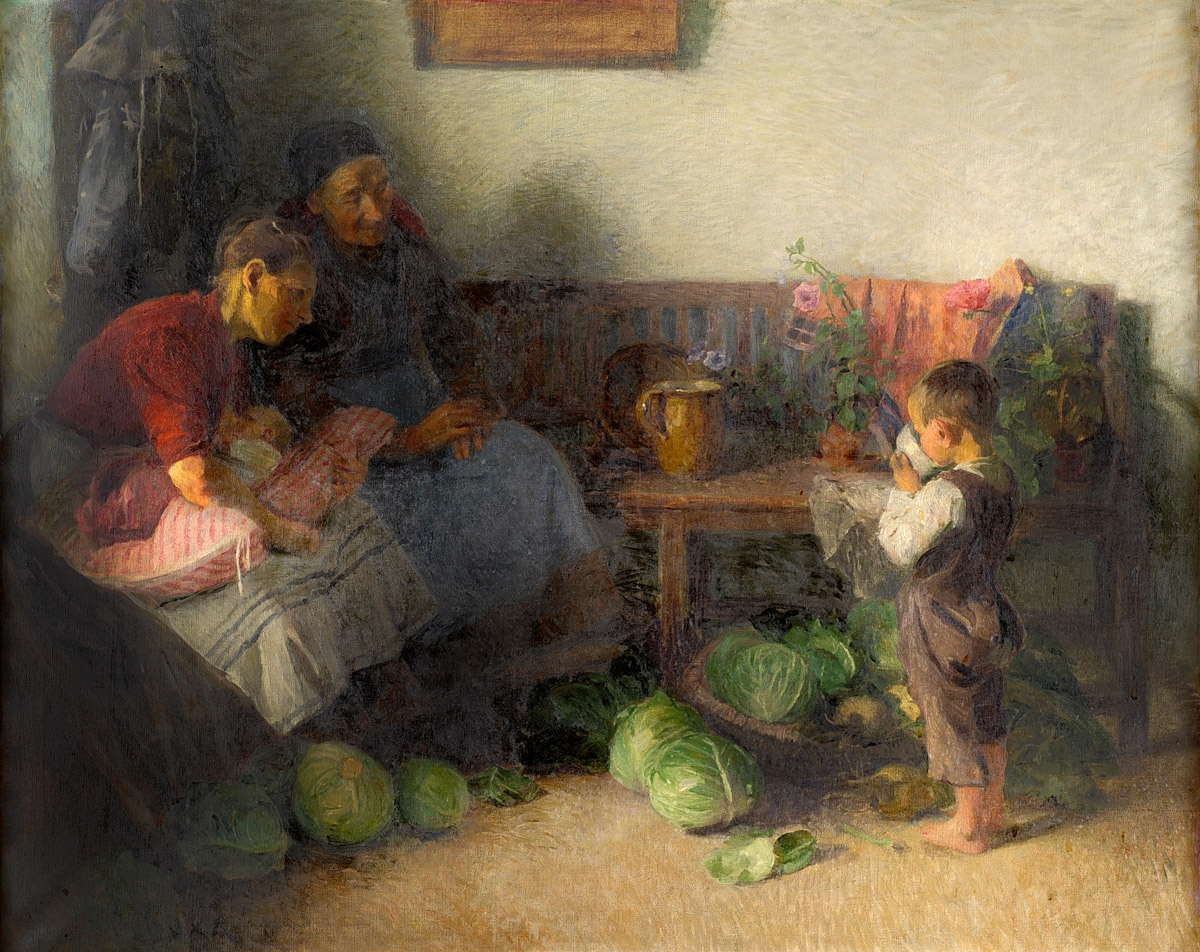
Glückliche Familie

Holländisches Mädchen in Festtagstracht vor Hafenmotiv

Carl Duxa (* 28. Januar 1871 in Wien; † 14. November 1937 ebenda) war ein österreichischer Maler.

## Leben
Carl Duxa war der Sohn des Porträt- und Genremalers Alois Duxa (1843–1918). Er war Schüler der Wiener Akademie von 1888 bis 1895 unter Josef Mathias Trenkwald (1824–1897). Ende der 1890er Jahre hielt er sich einige Zeit in Holland und Nordwestdeutschland, besonders in Emden, auf.
Ab 1905 war er Mitglied des Wiener Künstlerhauses und Mitglied der Künstlervereinigung „Alte Welt“. 1912 erhielt er den Dumba-Preis der Wiener Künstlergenossenschaft.
Seine häufig novellistisch gefärbten Stoffe bewegen sich hauptsächlich in den Kreisen des bäuerlichen und kleinbürgerlichen Familienlebens.